# コール・サンズ
ブライソン・コール・サンズ（Bryson Cole Sands, 1997年7月17日 - ）は、アメリカ合衆国フロリダ州タラハシー出身のプロ野球選手（投手）。右投右打。MLBのミネソタ・ツインズ所属。

## 経歴
2015年のMLBドラフト22巡目（全体649位）でヒューストン・アストロズから指名されたが、この時は契約せずにフロリダ州立大学へ進学した。
2018年のMLBドラフト5巡目（全体154位）でミネソタ・ツインズから指名され、プロ入り。
2019年、傘下のA級シーダーラピッズ・カーネルズでプロデビュー。A級フォートマイヤーズ・ミラクルとAA級ペンサコーラ・ブルーワフーズでもプレーし、3チーム合計で18試合に先発登板して7勝3敗、防御率2.68、108奪三振を記録した。
2020年は新型コロナウイルスの影響でマイナーリーグの試合が開催されなかったため、公式戦の登板は無かった。
2021年はAA級ウィチタ・ウィンドサージでプレーし、19試合（先発18試合）に登板して4勝2敗、防御率2.46、96奪三振を記録した。オフの11月19日にルール・ファイブ・ドラフトでの流出を防ぐために40人枠入りした。
2022年はAAA級セントポール・セインツで開幕を迎えた。4月30日にメジャー初昇格を果たし、翌日の5月1日のタンパベイ・レイズ戦にて先発でメジャーデビュー（5.1回を投げて勝敗付かず）。この年メジャーでは11試合（先発3試合）に登板して0勝3敗1セーブ、防御率5.87、28奪三振を記録した。
2023年は15試合に登板して防御率3.74、21奪三振を記録した。
2024年はメジャーに定着し、62試合に登板して9勝1敗4セーブ、防御率3.28、85奪三振を記録した。

## 詳細情報

### 年度別投手成績
| 年 度    | 球 団    | 登 板 | 先 発 | 完 投 | 完 封 | 無 四 球 | 勝 利 | 敗 戦 | セ 丨 ブ | ホ 丨 ル ド | 勝 率 | 打 者 | 投 球 回 | 被 安 打 | 被 本 塁 打 | 与 四 球 | 敬 遠 | 与 死 球 | 奪 三 振 | 暴 投 | ボ 丨 ク | 失 点 | 自 責 点 | 防 御 率 | W H I P |
| -------- | -------- | ----- | ----- | ----- | ----- | -------- | ----- | ----- | -------- | ----------- | ----- | ----- | -------- | -------- | ----------- | -------- | ----- | -------- | -------- | ----- | -------- | ----- | -------- | -------- | ------- |
| 2022     | MIN      | 11    | 3     | 0     | 0     | 0        | 0     | 3     | 1        | 0           | .000  | 145   | 30.2     | 35       | 4           | 13       | 0     | 5        | 28       | 1     | 0        | 21    | 20       | 5.87     | 1.56    |
| 2023     | MIN      | 15    | 0     | 0     | 0     | 0        | 0     | 0     | 0        | 0           | ----  | 98    | 21.2     | 20       | 4           | 13       | 0     | 0        | 21       | 3     | 0        | 10    | 9        | 3.74     | 1.52    |
| 2024     | MIN      | 62    | 0     | 0     | 0     | 0        | 9     | 1     | 4        | 5           | .900  | 292   | 71.1     | 59       | 6           | 12       | 0     | 6        | 85       | 3     | 1        | 30    | 26       | 3.28     | 0.99    |
| MLB：3年 | MLB：3年 | 88    | 3     | 0     | 0     | 0        | 9     | 5     | 5        | 5           | .692  | 535   | 123.2    | 114      | 14          | 38       | 0     | 11       | 134      | 7     | 1        | 61    | 55       | 4.00     | 1.22    |

- 2024年度シーズン終了時

### 背番号
- 77（2022年 - 2023年）
- 44（2024年 - ）